# Very Pomelo
Very Pomelo va ser un grup de música liderat per Xarim Aresté amb influències tan variades però alhora tan connectades com Screamin' Jay Hawkins, Peret, Marc Ribot, Chet Baker i Guillermina Motta. Guitarres esmolades, palmes, un òrgan Hammond B3, una trompeta al més pur estil anys cinquanta i l'expressiva veu del seu vocalista i compositor conformen una banda pretesament descontextualitzada.

## Discografia
- Figaro, Figaro (Chesapik, 2010)
- Xurrac Asclat (Chesapik, 2011)
- Radio Clotxa (Chesapik, 2012)